# Waitin' for the Night
Waitin' for the Night è il terzo album del gruppo The Runaways, pubblicato nel 1977 per l'etichetta discografica Cherry Red Records.

## Tracce
1. Little Sister (Inger Asten, Joan Jett) 3:06
2. Wasted (Kim Fowley, J. Jett) 3:26
3. Gotta Get Out Tonight (J. Jett) 3:28
4. Wait for Me (J. Jett)	4:54
5. Fantasies (Lita Ford) 5:33
6. School Days (K. Fowley, J. Jett)	2:53
7. Trash Can Murders (L. Ford) 3:16
8. Don't Go Away (J. Jett) 3:34
9. Waitin' for the Night (K. Fowley, J. Jett, Kari Krome) 5:02
10. You're Too Possessive (J. Jett) 4:01

## Formazione
- Joan Jett - voce, chitarra ritmica
- Lita Ford - chitarra solista
- Vicki Blue - basso, voce di supporto
- Sandy West - batteria, voce di supporto